# Lopes Suasso

Familiewapen

Lopes Suasso (ook: Lopes Suasso Diaz da Fonseca en: Lopis de Suasso) is een uit Portugal afkomstige joodse familie waarvan drie leden tussen 1818 en 1831 werden erkend te behoren tot de Nederlandse adel.

## Geschiedenis
De bewezen stamreeks begint met dr. Pedro Lopes Fránces die zich als medisch doctor te Libourne vestigde. Zijn kleinzoon Antonio (1614-1685) werd door koning Karel II van Spanje verheven tot baron van Avernas-le-Gras (nu: Cras-Avernas, provincie Luik). Hij vestigde zich in de Nederlanden en was parnas (opzichter) van de Portugees-joodse gemeente te 's-Gravenhage. Sommige leden van zijn nageslacht hadden ook bestuursfuncties in de Portugees-joodse gemeenten in Nederland. De familie ging als bankiersfamilie behoren tot de rijkste van Nederland en financierde onder andere de Spaanse en Nederlandse vorstenhuizen.
In 1818, 1821 en 1831 werden drie leden erkend te behoren tot de Nederlandse adel en verkregen zo met hun nakomelingen het predicaat jonkheer of jonkvrouw. De adellijke takken stierven uit in 1970.
De collectie-Suasso, een verzameling bijeengebracht door Sophia Adriana Lopez Suasso - de Bruijn was de basis van het Stedelijk Museum van Amsterdam waarvan Jan Eduard van Someren Brand (1856-1904) de eerste conservator werd.

## Enkele telgen
Antonio Lopes Suasso (alias Isaac Israël), baron van Avernas-le-Gras (1614-1685), agent van koning Karel II van Spanje, parnas van Portugees-joodse gemeente
- Francisco Lopes Suasso (alias Abraham van Israel), baron van Avernas-le-Gras (ca. 1657-1710), bankier en financier van de Republiek der Zeven Verenigde Nederlanden
  - Pedro Lopes Suasso (alias Moses Israël) (1700-1742), parnas van Honendal
    - Antonio (alias Isaac) Lopes Suasso (1723-1776)
      - Pedro (alias Moses) Lopes Suasso (1752-1810); trouwde in 1773 Rachel Diaz da Fonseca (1753-1836)
        - jhr. Antonio (alias Isaac Israël) Lopes Suasso Diaz da Fonseca (1776-1857), kapitein Horseguards, lid ridderschap van (Zuid-)Holland, publicist op militair en politiek gebied; in 1831 erkend te behoren tot de Nederlandse adel; zijn tak sterft uit met een kleinzoon van hem in 1937
        - jhr. dr. Diego Lopez Suasso (1778-1859), medisch doctor, plaatsvervangend vrederechter 1e kanton van Amsterdam; in 1821 erkend te behoren tot de Nederlandse adel
          - jhr. Augustus Pieter Lopez Suasso (1804-1877); trouwde in 1860 met Sophia Adriana de Bruijn (1816-1890), stichteres van het Museum Suasso, basis voor het Amsterdamse Stedelijk Museum

  - Jeronimo (alias Aaron) Lopes Suasso (1702-1740)
    - jhr. Moses (alias Moses van Israel) Lopes Suasso (1737-1818), bazuinblazer van de synagoge Honendal; in 1818 erkend te behoren tot de Nederlandse adel; trouwde in 1761 zijn nicht Rachel Lopes Suasso (1740-1771), dochter van Francisco Lopes Suasso en Sara da Costa
      - jhr. Abraham Suasso da Costa (1764-1840), bankier; trouwde in 1789 Elisabeth de Pinto (1767-1835)
        - jhr. Abraham Suasso de Pinto (1791-1862)
          - jhr. Abraham Lopes Suasso (1818-1890), bankier
            - jhr. Emanuel Lopes Suasso (1853-1925), firmant Gebr. Lopes Suasso; trouwde in 1883 Anna Aletrino (1864-1945), zus van Arnold Aletrino en vriendin van Louis Couperus
              - jkvr. Selima Lopes Suasso (1885-1970), laatste telg van het adellijke geslacht Suasso; trouwde in 1906 Hendrik Alexander Cornelis van Booven (1877-1964), letterkundige

            - jhr. Abraham Lopes Suasso (1855-1927), kunstschilder; trouwde in 1878 met zijn nicht Rebecca Henriques de Castro (1859-1935), dochter van David van Mozes Henriques de Castro en jkvr. Sara Lopes Suasso de Pinto
              - jkvr. Céline Elisabeth Emma Lopes Suasso (1882-1958), kunstschilderes; trouwde in 1905 met Christiaan Jacobus van Nievelt (1882-1954)

          - jkvr. Elisabeth Lopes Suasso (1819-1881); trouwde in 1840 met Samuel Teixeira de Mattos (1818-1883)
          - jkvr. Sara Lopes Suasso de Pinto (1822-1892); trouwde in 1850 David van Moses Henriques de Castro (1826-1898), oudheidkundige

        - jkvr. Rachel Suasso da Costa (1797-1848); trouwde in 1819 Jacob Bueno de Mesquita (1790-1865), steenkoper

      - jhr. Benjamin Lopes Suasso (1765-1839), bankier
        - jhr. Moses Lopes Suasso (1803-1871), koopman; trouwde in 1827 met Esther Henriques de Castro (1804-1880), kunstschilderes en tekenares
          - jhr. David Lopes Suasso (1830-1879), fabrikant
            - jhr. Francisco Ephraïm Lopes Suasso (1864- Auschwitz (concentratiekamp) 1944)
              - jhr. David Gabriël Leonard Lopes Suasso (1891- Auschwitz (concentratiekamp) 1943)

            - jkvr. Anna Lopes Suasso (1867- Theresienstadt (concentratiekamp) 1944); trouwde in 1892 met Jacques Emile Belinfante (1865-1941), firmant Gebrs. Belinfante, boekhandelaars en uitgevers

          - jhr. Isaac Lopes Suasso (1842-1904), commissionair in effecten
            - jhr. Mozes Lopes Suasso (1880-1931), commissionair in effecten; trouwde in 1927 Rachel Anna Mendes da Costa (1892- Sobibór (vernietigingskamp) 1943)
            - jkvr. Esther Lopes Suasso (1881-1931); trouwde in 1900 Bénoit Franco Mendes (1869- Auschwitz (concentratiekamp) 1944), makelaar en commissionair

      - jhr. Jacob Lopes Suasso (1767-1830), voorzitter college van Portugees-joodse hoofdsynagoge te 's-Gravenhage
        - jhr. David Lopis de Suasso (1815-1864); deze tak stierf uit met een dochter in 1952